# Campeonato Panamericano de Fútbol de Salón 1990
El Campeonato Panamericano de Fútbol de Salón 1990 es la III edición del certamen desde que este se celebró bajo el reglamento FIFUSA. Se disputó en la ciudad de Santa Fe de Bogotá, Colombia, del 25 de septiembre al 2 de octubre de 1990. Todos sus partidos se efectuaron en el Coliseo Cubierto El Campín.
Este evento fue organizado por la Confederación Panamericana de Futsal en conjunto con la entonces FIFUSA y la Federación Colombiana de Fútbol de Salón. En este certamen participaron 6 seleccionados Sudamericanos y 1 representante por Centroamérica, el Caribe y Norteamérica. El torneo se definió en un cuadrangular y dejó a Colombia campeón. Además, otorgó 6 cupos a la Copa Mundial de 1991 en Italia que fueron para el campeón (Colombia) y para Paraguay, Venezuela, Bolivia, Argentina y Uruguay.

## Equipos participantes
Nueve selecciones de futsal miembros de la FIFUSA participaron en este torneo, representando a Centro, Norte y Sudamérica.
| Confederación                                                    | Selección   | Clasificación                  |
| ---------------------------------------------------------------- | ----------- | ------------------------------ |
| CSFS (Sudamérica) (6 cupos)                                      | Colombia    | (Anfitrión) (3.er puesto) 1984 |
| CSFS (Sudamérica) (6 cupos)                                      | Brasil      | (Campeón) 1984                 |
| CSFS (Sudamérica) (6 cupos)                                      | Paraguay    | (Subcampeón) 1984              |
| CSFS (Sudamérica) (6 cupos)                                      | Uruguay     | (4.to puesto) 1984             |
| CSFS (Sudamérica) (6 cupos)                                      | Bolivia     |                                |
| CSFS (Sudamérica) (6 cupos)                                      | Venezuela   |                                |
| CONCACFUTSAL (Norteamérica, Centroamérica y El Caribe) (3 cupos) | Costa Rica  |                                |
| CONCACFUTSAL (Norteamérica, Centroamérica y El Caribe) (3 cupos) | México      |                                |
| CONCACFUTSAL (Norteamérica, Centroamérica y El Caribe) (3 cupos) | Puerto Rico |                                |

## Primera fase

### Grupo A
| Grupo A     | Pts | J | G | E | P | GF | GC | Dif |
| ----------- | --- | - | - | - | - | -- | -- | --- |
| Colombia    | 6   | 3 | 3 | 0 | 0 | 18 | 5  | +13 |
| Bolivia     | 4   | 3 | 2 | 0 | 1 | 11 | 7  | +4  |
| Argentina   | 2   | 3 | 1 | 0 | 2 | 12 | 6  | +6  |
| Puerto Rico | 0   | 3 | 0 | 0 | 3 | 3  | 26 | -23 |

| 26 de septiembre de 1990 | Colombia | 9:2 | Puerto Rico | Coliseo Cubierto El Campín, Santa Fe de Bogotá |  |

| 26 de septiembre de 1990 | Bolivia | 2:1 | Argentina | Coliseo Cubierto El Campín, Santa Fe de Bogotá |  |

| 27 de septiembre de 1990 | Bolivia | 7:0 | Puerto Rico | Coliseo Cubierto El Campín, Santa Fe de Bogotá |  |

| 27 de septiembre de 1990 | Colombia | 3:1 | Argentina | Coliseo Cubierto El Campín, Santa Fe de Bogotá |  |

| 29 de septiembre de 1990 | Puerto Rico | 1:10 | Argentina | Coliseo Cubierto El Campín, Santa Fe de Bogotá |  |

| 30 de septiembre de 1990 | Colombia | 6:2 | Bolivia | Coliseo Cubierto El Campín, Santa Fe de Bogotá |  |

### Grupo B
| Grupo B    | Pts | J | G | E | P | GF | GC | Dif |
| ---------- | --- | - | - | - | - | -- | -- | --- |
| Venezuela  | 7   | 4 | 3 | 1 | 0 | 12 | 8  | +4  |
| Paraguay   | 6   | 4 | 2 | 2 | 0 | 9  | 3  | +6  |
| Uruguay    | 5   | 4 | 2 | 1 | 1 | 9  | 6  | +3  |
| Costa Rica | 2   | 4 | 1 | 0 | 3 | 6  | 10 | -4  |
| México     | 0   | 4 | 0 | 0 | 4 | 9  | 18 | -9  |

| 25 de septiembre de 1990 | Paraguay | 3:1 | México | Coliseo Cubierto El Campín, Santa Fe de Bogotá |  |

| 25 de septiembre de 1990 | Uruguay | 1:0 | Costa Rica | Coliseo Cubierto El Campín, Santa Fe de Bogotá |  |

- Equipo libre:  Venezuela.

| 26 de septiembre de 1990 | Venezuela | 4:3 | Uruguay | Coliseo Cubierto El Campín, Santa Fe de Bogotá |  |

| 26 de septiembre de 1990 | Paraguay | 4:0 | Costa Rica | Coliseo Cubierto El Campín, Santa Fe de Bogotá |  |

- Equipo libre:  México.

| 27 de septiembre de 1990 | Venezuela | 4:3 | México | Coliseo Cubierto El Campín, Santa Fe de Bogotá |  |

| 27 de septiembre de 1990 | Paraguay | 0:0 | Uruguay | Coliseo Cubierto El Campín, Santa Fe de Bogotá |  |

- Equipo libre:  Costa Rica.

| 29 de septiembre de 1990 | Venezuela | 2:2 | Paraguay | Coliseo Cubierto El Campín, Santa Fe de Bogotá |  |

| 27 de septiembre de 1990 | Costa Rica | 6:3 | México | Coliseo Cubierto El Campín, Santa Fe de Bogotá |  |

- Equipo libre:  Uruguay.

| 30 de septiembre de 1990 | Venezuela | 2:0 | Costa Rica | Coliseo Cubierto El Campín, Santa Fe de Bogotá |  |

| 30 de septiembre de 1990 | México | 2:5 | Uruguay | Coliseo Cubierto El Campín, Santa Fe de Bogotá |  |

- Equipo libre:  Paraguay.

## Fase final
| Fase final | Pts | J | G | E | P | GF | GC | Dif |
| ---------- | --- | - | - | - | - | -- | -- | --- |
| Colombia   | 6   | 3 | 3 | 0 | 0 | 10 | 2  | +8  |
| Paraguay   | 4   | 3 | 2 | 0 | 1 | 4  | 3  | +1  |
| Venezuela  | 2   | 3 | 1 | 0 | 2 | 6  | 6  | 0   |
| Bolivia    | 0   | 3 | 0 | 0 | 3 | 1  | 10 | -9  |

| 1 de octubre de 1990 | Colombia | 3:1 | Paraguay | Coliseo Cubierto El Campín, Santa Fe de Bogotá |  |

| 1 de octubre de 1990 | Venezuela | 5:1 | Bolivia | Coliseo Cubierto El Campín, Santa Fe de Bogotá |  |

| 2 de octubre de 1990 | Colombia | 4:1 | Venezuela | Coliseo Cubierto El Campín, Santa Fe de Bogotá |  |

| 2 de octubre de 1990 | Paraguay | 2:0 | Bolivia | Coliseo Cubierto El Campín, Santa Fe de Bogotá |  |

| 3 de octubre de 1990 | Colombia | 3:0 | Bolivia | Coliseo Cubierto El Campín, Santa Fe de Bogotá |  |

| 3 de octubre de 1990 | Paraguay | 1:0 | Venezuela | Coliseo Cubierto El Campín, Santa Fe de Bogotá |  |

|                              |
| Bandera de Colombia          |
| Campeón Colombia 1.er Título |

## Clasificados alCampeonato Mundial de Futsal de la FIFUSA 1991
| Bandera de Brasil                | Bandera de Colombia | Bandera de Paraguay   | Bandera de Venezuela   | Bandera de Bolivia   | Bandera de Argentina | Bandera de Uruguay |
| Brasil (Subcampeón Mundial 1988) | Colombia (Campeón)  | Paraguay (Subcampeón) | Venezuela (3.er lugar) | Bolivia (4.to lugar) | Argentina            | Uruguay            |

## Tabla general
| Pos. | Equipo      | Pts | J | G | E | P | GF | GC | Dif. | Rend.  |
| ---- | ----------- | --- | - | - | - | - | -- | -- | ---- | ------ |
| 1    | Colombia    | 12  | 6 | 6 | 0 | 0 | 28 | 7  | +21  | 100%   |
| 2    | Paraguay    | 10  | 7 | 4 | 2 | 1 | 13 | 6  | +7   | 71,43% |
| 3    | Venezuela   | 9   | 7 | 4 | 1 | 2 | 18 | 14 | +4   | 64,28% |
| 4    | Bolivia     | 4   | 6 | 2 | 0 | 4 | 12 | 17 | -5   | 33,3%  |
| 5    | Uruguay     | 5   | 4 | 2 | 1 | 1 | 9  | 6  | +3   | 62,5%  |
| 6    | Argentina   | 2   | 3 | 1 | 0 | 2 | 12 | 6  | +6   | 33,3%  |
| 7    | Costa Rica  | 2   | 4 | 1 | 0 | 3 | 6  | 10 | -4   | 16,6%  |
| 8    | México      | 0   | 4 | 0 | 0 | 4 | 9  | 18 | -9   | 0%     |
| 9    | Puerto Rico | 0   | 3 | 0 | 0 | 3 | 3  | 26 | -23  | 0%     |